# روستروی‌بانک
روستروی‌بانک یا بانک روستروی (انگلیسی: Russtroybank) و (روسی: Русстройбанк) با نام کامل بانک ساخت‌وساز روسیه (سهامی خاص) (روسی: Русский Строительный Банк) یک بانک تجاری در روسیه است که دفتر مرکزی آن در مسکو واقع شده‌است. مجوز عملیات بانکی آن به شماره ۳۲۰۵ در ۷ سپتامبر ۲۰۱۲ از بانک مرکزی روسیه صادر شد. همچنین از ۶ ژوئیه ۲۰۰۶ گواهی انجام عملیات بانکی با فلزات گران‌بها با شماره ۳۲۰۵ را دریافت کرد.

## رتبه‌بندی‌ها
این بانک در میان ۱۵۰ بانک برتر روسیه قرار دارد. طبق گزارش مودیز اینوستور سرویس بر اساس نتایج سال ۲۰۱۲، از نظر دارایی در جایگاه ۱۴۵ قرار گرفت. در پایان سال ۲۰۱۲ بر اساس گزارش آژانس رتبه‌بندی گروه آربی‌کی این بانک از نظر اندازه دارایی‌های نقدی رتبه ۱۲۰ را به خود اختصاص داد، دارای رتبه ۱۱۶ را در پرتفوی وام است (مقام ۹۱ در وام به اشخاص حقوقی)، رتبه ۱۵۹ در وام به اشخاص حقیقی و از نظر سبد سپرده در رتبه ۱۱۶ قرار گرفت. آژانس «اکسپرت آرای» رتبه اعتباری بانک را در سطح A: «سطح اعتبار بالا» تعیین کرد.